# Lakotah
Lakotah je samoproglašena, nepriznata država u granicama SAD-a čiji teritorij pokriva nekoliko tisuća milja unutar saveznih država Nebraske, Wyominga, Montane, Sjeverne i Južne Dakote. 
Proglašenje neovisnosti bila je inicijativa skupine američkih Lakota Indijanaca poznatih pod imenom The Lakotah Freedom Delegation, koju predvode Russel Means (Oyate Wacinyapin) i Duane Martin (Canupa Gluha Mani). U pismu upućenom State Departmentu (17. prosinca 2007. godine) proglašavaju sve potpisane ugovore sa SAD-om nevažećima, a razlog je tome nepoštivanje niti jednoga od potpisanih u zadnjih 150 godina sa strane SAD-a. Također ističu da neće više priznavati plemenske upravitelje i predsjednike postavljene tamo sa strane Bureau-a of Indian Affairs. 
Proglašene granice države Lakotah se podudaraju s onima utvrđenima 1851. godine u ugovoru kod Fort Laramia. Radi se o najsiromašnijim predjelima SAD-a. Skupina navodi da unutar rezervata vlada kolonijalni apartheid i da je u 150 godina SAD-ove administracije u rezervatima došlo do masovne nezaposlenosti, siromaštva i bolesti. 
Vlada novoproglašene republike obećava da će se zauzeti za rješavanje ovih problema kao i obnove Lakota tradicije i jezika koji su u izumiranju. U planu je osnivanje vlastite energetske tvrtke za proizvodnju solarne energije i energije vjetra a razmatra se i mogućnost uzgoja šećerne repe za proizvodnju biogoriva. Državljanstvo je dostupno svim pripadnicima Lakota naroda i svakom stanovniku koji živi na tom teritoriju. Vlada je privremeno smještene u Pine Ridge rezervatu u Južnoj Dakoti.

## Galerija
- Republika Lakota
- Stijeg Rezervata Pine Ridge (Južna Dakota)
- Muzej Akta Lakota (Chamberlain, Južna Dakota)

## Vanjske poveznice
- Republic of Lakotah (engl.)